# Bone: Out from Boneville
Bone: Out from Boneville — эпизодический квест от Telltale Games. Это был первый квест от Telltale, и их вторая игра в целом, после Telltale Texas Hold’em. 13 октября 2006 года был выпущен порт игры на Mac, сделанный Vanbrio.
Он был выпущен для Microsoft Windows в сентябре 2005 года примерно через семь месяцев производства. Игра основана на книге Out from Boneville, первом томе комической серии «Боун», созданной Джеффом Смитом. Игра следует за приключениями Боуна и его кузенов, Phoney Bone и Smiley Bone (первые два из которых являются играбельными персонажами).

## Сюжет
В начале игры Боун, Phoney Bone и Smiley Bone были изгнаны из своего родного города Боунвилль из-за плана ограбления, сделанного Phoney Bone. Они оказываются потерянными в пустыне только с таинственной картой, чтобы помочь им понять, где они находятся. Кузены разделяются, когда на них опускается рой саранчи. Затем игрок должен помочь Боуну и Phoney Bone исследовать таинственную долину, чтобы найти своего кузена Smiley. В процессе они подружились с крошечной букашкой по имени Тед, красивой девушкой по имени Торн, её энергичной бабушкой Гранмой Беном и трио игривых «опоссумов». Злобные крысиные существа всегда были на хвосте, но загадочный Красный Дракон держал их в страхе.

## Отзывы
| Сводный рейтинг    | Сводный рейтинг |
| Агрегатор          | Оценка          |
| ------------------ | --------------- |
| GameRankings       | 67,86 %         |
| Metacritic         | 68/100          |
| Иноязычные издания |                 |
| Издание            | Оценка          |
| CGW                | [ 8 ]           |
| Eurogamer          | 6/10            |
| GamesRadar+        | [ 10 ]          |
| GameZone           | 7/10            |
| IGN                | 5,9/10          |
| PC Gamer (UK)      | 76 %            |
| PC Gamer (US)      | 62 %            |
| PC Zone            | 57 %            |
| Adventure Gamers   | [ 5 ]           |
| PC Format          | 62 %            |

Игра получила «смешанные» обзоры в соответствии с сайтом Metacritic.
GamesRadar сказал, что игра была «, вероятно, слишком легка, слишком проста и недолга для большинства приключенческих геймеров … но не держитесь далеко от неё». PC Zone заявила, что игра «создает теплые чувства, которые не дают смеха живота, но, по крайней мере, оставляют вас с постоянной полуулыбкой». Тем не менее, PopMatters дали ему четыре звезды из 10 и заявили, что игра «не так уж отличается от старых игр для приключений ПК: по большей части это интерфейс с одним щелчком мыши, один клик на объекты и символы для взаимодействия с ними. Есть также несколько сегментов в стиле мини-игр: пара последовательностей, логическая головоломка, последовательность поиска. К сожалению, ничто из этого не особенно забавно». В PC Gamer US, Чак Осборн писал: «Тем, кому интересен Боун, лучше откладывать деньги на собранный графический роман». Он критиковал высокую стоимость и короткое время прохождения.